# American Fund for French Wounded

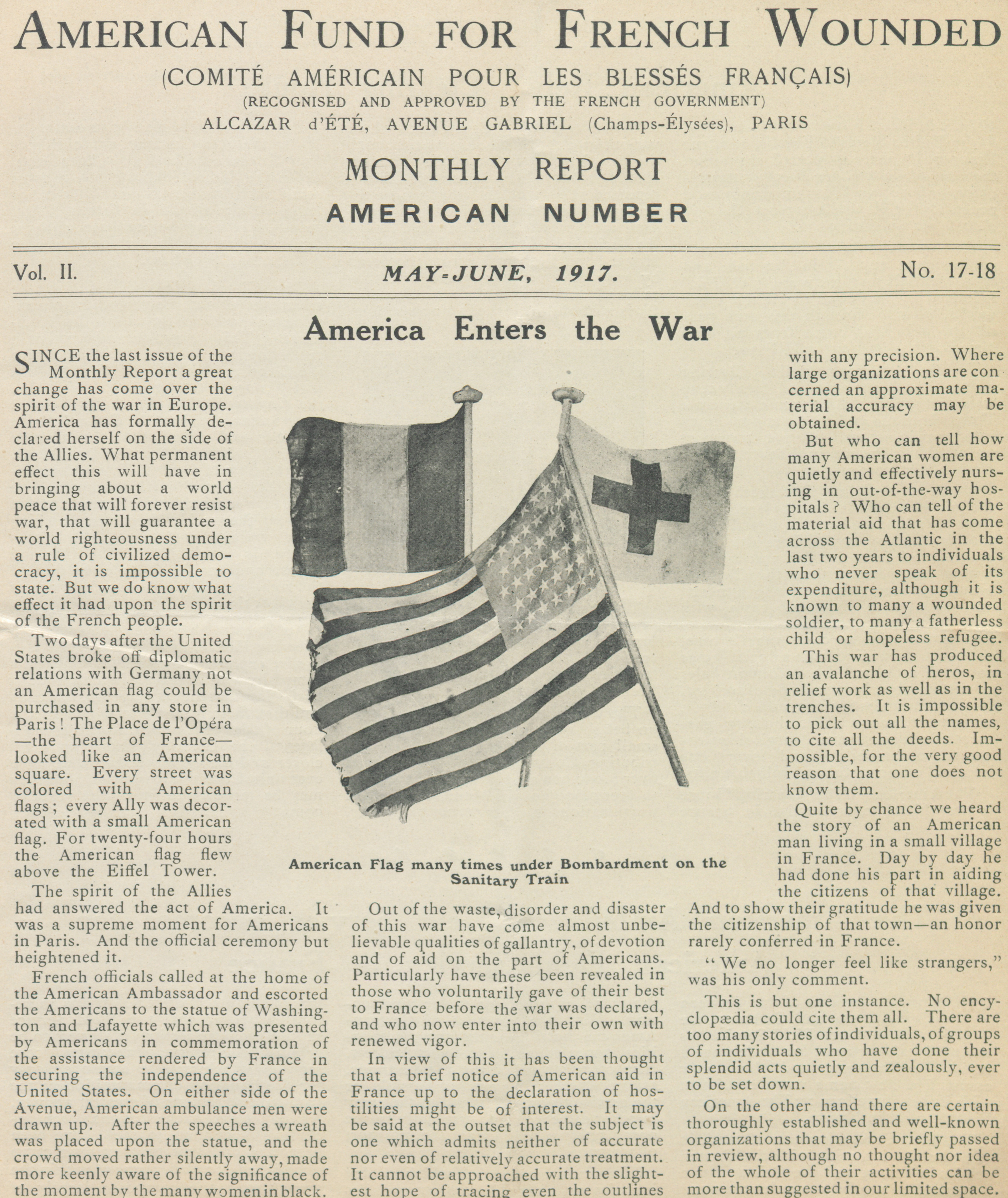
Rapport du AFFW, mai-juin 1917.

L'American Fund for French Wounded (AFFW), (en français : Comité américain pour les blessés français) a été fondé par des femmes américaines a Paris durant l'automne 1915 au cours de la Première Guerre mondiale pour fournir une assistance médicale aux soldats blessés.
La section civile de l'AFFW fut constituée par Anne Morgan, fille du banquier américain John Pierpont Morgan, qui s'installa en 1917 en France  dans les ruines du château de Blérancourt (Aisne), près du front, pour venir plus largement en aide aux populations des régions libérées lors du repli allemand de mars 1917 en Picardie. 
En 1918, l'AFFW se sépare de sa section civile qui devient le Comité américain pour les régions dévastées (CARD) et œuvre jusqu'en 1924.